# 藤田茜
藤田茜（日语：／ Fujita Akane，1993年1月26日—）是日本的女性聲優，靜岡縣出身。賢Production所屬。

## 人物
興趣是競技歌牌、手工藝、咖啡店巡禮。
座右銘是「船到橋頭自然直」。

## 演出作品
※粗體字為主要角色。

### 電視動畫
2013年
- 花牌情緣2（娜帕·帕亞卡倫、女學生）
- 斷裁分離的罪惡之剪（同級生）
- 偶像學園（三森茜）

2014年
- 魔法戰爭（伊田二葉）

2015年
- 偶像大師 灰姑娘女孩（水本紫）
- 死亡遊行（紗英）
- 偶像學園（新生、木崎靜香、波照間南）
- Pac-World（巴古）
- 雙槍激鬥（謎之少女／美紀）
- 迷糊餐廳 第三期（女孩子）
- 卡片戰鬥先導者G（少年）
- PEANUTS 史努比 -短動畫（萊納斯）
- 神奇寶貝XY&Z（巴拉）

2016年
- 魔法少女什麼的已經夠了啦。（葉波柚香[4]）
- 排球少年！！第二季（中島真）
- 高校艦隊（宇田慧[5]）
- ReLIFE 重返17歲（女子A、排球部後輩C）
- LoveLive! Sunshine!!（小孩）
- orange橘色奇蹟（女學生、小孩、小孩時代的翔）
- 魔法少女什麼的已經夠了啦。第二期（葉波柚香）

2017年
- 不正經的魔術講師與禁忌教典（西絲蒂娜·席貝爾）
- 巴哈姆特之怒 VIRGIN SOUL（地獄門之女）
- 情色漫畫老師（和泉紗霧[6]）
- sin 七大罪（利維坦）
- 獨占我的英雄（良子、Mary）
- 偶像大師 灰姑娘女孩劇場 第二期（水本紫）
- 如果有妹妹就好了。（三國山蠶[7]）

2018年
- 三麗鷗男子（水野由梨）
- 愛在雨過天晴時（中田）
- 閃電十一人 戰神的天秤（大谷筑紫）
- OVERLORD III（阿利）
- 閃電十一人 俄里翁的刻印（大谷筑紫）
- RELEASE THE SPYCE（相模楓[8]）
- 閃亂神樂 SHINOVI MASTER -東京妖魔篇-（閃光[9]）

2019年
- W'z（遙／土佐堀遙[10]）
- 迷你刀使（六角清香[11]）
- 科學一方通行（飯棲麗塔）

2020年
- 偶像學園 on Parade！（波照間南）
- 社長，戰鬥的時間到了！（米內子）
- 科學超电磁炮T（飯棲麗塔）
- 攀岩！-Sport Climbing Girls-（內村茜[12]）

2021年
- 弱角友崎同學（成田鶫）
- 青梅竹馬絕對不會輸的戀愛喜劇（志田碧）
- 異世界魔王與召喚少女的奴隸魔術Ω（芭芭倫）
- 精靈幻想記（瑟莉亞·庫列爾[13]）

2023年
- 被解僱的暗黑士兵（30多歲）慢生活的第二人生（瑪莉卡[14]）
- 希望之力～成年光之美少女'23～（篠崎娜娜）

2024年
- 弱角友崎同學 2nd STAGE（成田鶫）
- 怪人的沙拉碗（皆神望愛[15]）
- 精靈幻想記2（瑟莉亞·庫列爾[16]）

2025年
- 機動戰士Gundam GQuuuuuuX（寇茉莉·哈柯特[17]）
- 9-nine- 支配者的王冠（結城希亞[18]）
- 出入禁止的鼴鼠（犬飼詩魚[19]）
- 不動聲色的柏田與喜形於色的太田（柏田[20]）

### OVA
2017年
- 高校艦隊（宇田慧）

2019年
- 情色漫畫老師（和泉紗霧）

### 劇場版動畫
2014年
- 回憶中的瑪妮（信子的友人B）

2016年
- Orange橘色奇蹟

2020年
- 劇場版 高校艦隊（宇田慧）

### 網路動畫
2018年
- 裝刀凱 The Animation（小百合[21]）

### 遊戲
2011年
- Petite☆Rock Shooter

2012年
- 渾沌世代6（優莉[22]）

2014年
- 東京七姐妹（荒木禮奈〈初代〉[23]）
- Final Fantasy Agito

2015年
- 偶像大師 灰姑娘女孩（水本紫[24]）
- 偶像大師 灰姑娘女孩 星光舞台（水本紫）

2016年
- 偶像事變（澤田光[25]）

2017年
- 少女前線（Five-seveN、G36C）
- 忍者大師 閃亂神樂 NEW LINK（閃光）
- 碧藍航線（布什，黑澤伍德，香格里拉，巴丹）

2018年
- 刀使之巫女 刻印一閃的燈火（六角清香）
- 遊魂2 -you're the only one-（泉戶琥珀）
- 天華百劍-斬-（一期一振）
- 刀劍神域 記憶重組（誠）
- 轟炸少女（小紫）

2019年
- RELEASE THE SPYCE secret fragrance（相模楓[26]）
- 陪睡女友～緊緊抱著你～（熊倉夜明[27]）
- 47 HEROINES（佐倉乙女[28]）
- 超異域公主連結 Re:Dive（祈梨[29]）
- ArkResona（亞莉亞）
- Action對魔忍（新條友奈）

2020年
- 永远的7日之都 (里见茜、塞拉菲姆)
- 最終休止符 -無止境的螺旋物語-（オラクル）
- 奇蹟女神力（莉蒂亞·諾蘭）
- 死亡終局 輪迴試煉2（莉蒂亞·諾蘭[30]）
- 东方大炮弹（洩矢諏訪子）
- 明日方舟（柏喙、巫恋）
- Starea Days Wicked（法拉·史丹利[31]）
- 御城計劃:RE〜CASTLE DEFENSE〜（伊豆下田城、魚津城）
- 魔法禁书目录 幻想收束（飯棲麗塔）
- 原神（砂糖）

2021年
- 蔚藍檔案（月雪ミヤコ）

2024年
- 勝利女神：妮姬（特羅尼）

### 廣播節目
- （2017年，AG-ON、超!A&G+）[32]
- （2017年－，Animate Times）[33]
- sin 七つの大罪〜π廣播〜（2017年，音泉）[34]
- 西絲蒂娜&魯米亞的禁忌通信（2017年，音泉）[35]
- 廣播 情色漫畫SENSAION!（2017年，音泉）[36]
- 妹與加隈亞衣與藤田茜的有廣播就好了。（2017年，HiBiKi Radio Station）[37]
- 藤田茜的radioclub.jp（2017年，葛飾FM）
- （2018年，音泉）[38]
- 藤田茜Season 1（2018年－，音泉）[39]
- 藤田茜的（2018年－，NICONICO直播）[40]
- （2018年－，音泉※）[41]
- 電視動畫「RELEASE THE SPYCE」月影大作戰（2018年－2019年，音泉）[42]

### 廣播劇CD
- 妓樓的軍人（2015年，月里舞）
- GELATERIA SUPERNOVA（2016年，菅井）
- 獨占我的英雄（2017年，梅亞莉）
- 甜點轉生（2018年，女性）
- Z/X -Zillions of enemy X- NF DramaCD (13)（黒崎春日）
- 精靈幻想記（2018年－2019年，瑟莉亞·庫列爾[43][44]） - 小説12、14卷附贈廣播劇CD特裝版
- 特別音頻劇（燕） －YouTube 2019年12月12日配信
- Z/X -Zillions of enemy X- NF DramaCD 16「宇宙公主」（黑崎春日）

### 動態漫畫
2013年
- 女僕咖啡廳（嵐山步鳥）

### 電視節目
- 多數決戲劇《我的妹妹哪有這麼可愛！ featuring 情色漫畫老師》（和泉紗霧／情色漫畫老師）
- 讓大家看到《情色漫畫老師》（2017年，NICONICO直播）
- 大家一起製作《我的妹妹 綾瀨AI》（2017年，NICONICO直播）
- RELEASE THE SPYCE生放送 〜任務：Possible!?〜（2018年，NICONICO直播、LINE LIVE[45]

### 影像作品
- DVD「RELEASE THE SPYCE月影大作戰」京都篇（2019年）
- Tokyo 7th Sisters Memorial Live in NIPPON BUDOKAN “Melody in the Pocket”（2019年2月）[46]
- t7s 4th Anniversary Live -FES!! AND YOUR LIGHT- in Makuhari Messe（2019年7月）[47]

### 有聲劇
- 请为了我脱光身上所有衣服！（二之瀨雫[48]）

## 音樂CD

### 角色歌
| 發售日   | 商品名稱                                                                                       | 演唱名義 | 歌曲                                                                      | 備註                                           |
| 2012年   | 2012年                                                                                         | 2012年 | 2012年                                                                    | 2012年                                         |
| -------- | ---------------------------------------------------------------------------------------------- | --- | ------------------------------------------------------------------------- | ---------------------------------------------- |
| 3月22日  | YUMEGIWA DOLL                                                                                  | VvoxX | 「YUMEGIWA DOLL」 「EDOKYO FUTURE」                                       | 《VvoxX》相關歌曲                              |
| 2013年   |                                                                                                | |                                                                           |                                                |
| 12月     | -                                                                                              | 嵐山步鳥（藤田茜）、真田廣章（齊藤壮馬）                                                                     | ja\|シーサイドストーリー}」                                               | 數位漫畫《女僕咖啡廳》片尾曲                   |
| 2015年   |                                                                                                | |                                                                           |                                                |
| 12月9日  | YELLOW                                                                                         | Le☆S☆Ca | 「YELLOW」 「Behind Moon」                                                | 遊戲《東京七姐妹》相關歌曲                     |
| 2016年   |                                                                                                | |                                                                           |                                                |
| 12月7日  |                                                                                                | Le☆S☆Ca | 「」 「」                                                                 | 遊戲《東京七姐妹》相關歌曲                     |
| 12月7日  | -                                                                                              | 水本紫（藤田茜）                                                                                             | 「」                                                                      | 遊戲《偶像大師 灰姑娘女孩 星光舞台》相關歌曲   |
| 2017年   |                                                                                                | |                                                                           |                                                |
| 5月24日  | Precious You☆                                                                                  | 西絲蒂娜·席貝爾（藤田茜）、魯米亞·汀謝爾（宮本侑芽）、梨潔兒·雷佛德（小澤亞李）                              | 「Precious You☆」                                                         | 電視動畫《不正經的魔術講師與禁忌教典》片尾曲   |
| 5月24日  | Precious You☆                                                                                  | 西絲蒂娜·席貝爾（藤田茜）、魯米亞·汀謝爾（宮本侑芽）、梨潔兒·雷佛德（小澤亞李）                              | 「」                                                                      | 電視動畫《不正經的魔術講師與禁忌教典》相關歌曲 |
| 5月31日  | THE IDOLM@STER CINDERELLA GIRLS STARLIGHT MASTER 11                                            | 佐久間真由（牧野由依）、小早川紗枝（立花理香）、水本紫（藤田茜）、三村加奈子（大坪由佳）、速水奏（飯田友子） | 「」                                                                      | 遊戲《偶像大師 灰姑娘女孩 星光舞台》相關歌曲   |
| 6月28日  | 情色漫畫老師 BD、DVD第1卷特典CD                                                                | 和泉紗霧（藤田茜）                                                                                           | 「Secret Link」                                                           | 電視動畫《情色漫畫老師》相關歌曲               |
| 6月28日  | sin 七大罪 BD、DVD第1卷特典CD                                                                  | 利維坦（藤田茜）                                                                                             | 「」                                                                      | 電視動畫《sin 七大罪》挿入歌                   |
| 6月28日  | 不正經的魔術講師與禁忌教典 BD、DVD第1卷特典CD                                                  | 西絲蒂娜·席貝爾（藤田茜）                                                                                    | 「Possibility」                                                           | 電視動畫《不正經的魔術講師與禁忌教典》相關歌曲 |
| 9月27日  | 情色漫畫老師 BD、DVD第4卷特典CD                                                                | 和泉紗霧（藤田茜）                                                                                           | 「夏色恋花火」                                                            | 電視動畫《情色漫畫老師》片尾曲                 |
| 2018年   |                                                                                                | |                                                                           |                                                |
| 3月23日  | 如果有妹妹就好了。 BDBOX下巻特典CD                                                             | 三國山蠶（藤田茜）                                                                                           | 「」                                                                      | 電視動畫《如果有妹妹就好了。》片尾曲           |
| 4月11日  | THE IDOLM@STER CINDERELLA GIRLS MASTER SEASONS SPRING!                                         | 關裕美（會澤紗彌）、水本紫（藤田茜）、棟方愛海（藤本彩花）                                                   | 「HARURUNRUN」                                                            | 遊戲《偶像大師 灰姑娘女孩》相關歌曲            |
| 5月20日  | Z/X -Zillions of enemy X- NF DramaCD (13)「」                                                  | 黑崎春日（藤田茜）、倉敷世羅（金元壽子）                                                                     | 「」                                                                      | 廣播劇CD《Z/X》相關歌曲                        |
| 6月20日  | SPYCY THE LIFE                                                                                 | Pilli Peppers                                                                                                | 「SPYCY THE LIFE」 「」 「」                                              | 電視動畫《RELEASE THE SPYCE》相關歌曲          |
| 7月4日   | THE STRAIGHT LIGHT                                                                             | Le☆S☆Ca | 「」                                                                      | 遊戲《東京七姐妹》相關歌曲                     |
| 7月18日  | THE IDOLM@STER CINDERELLA GIRLS STARLIGHT MASTER 19 With Love                                  | 五十嵐響子（種崎敦美）、乙倉悠貴（中島由貴）、水本紫（藤田茜）、諸星煌梨（松嵜麗）、姬川友紀（杜野真子）     | 「With Love（M@STER VERSION）」                                           | 遊戲《偶像大師 灰姑娘女孩 星光舞台》相關歌曲   |
| 8月8日   | THE IDOLM@STER CINDERELLA GIRLS LITTLE STARS!                                                  | 輿水幸子（竹達彩奈）、多田李衣菜（青木瑠璃子）、藤原肇（鈴木實里）、水本紫（藤田茜）、森久保乃乃（高橋花林） | 「」                                                                      | 電視動畫《偶像大師灰姑娘女孩劇場》片尾曲       |
| 8月8日   | THE IDOLM@STER CINDERELLA GIRLS LITTLE STARS!                                                  | 水本紫（藤田茜）                                                                                             | 「」                                                                      | 電視動畫《偶像大師灰姑娘女孩劇場》片尾曲       |
| 9月19日  | THE IDOLM@STER CINDERELLA GIRLS STARLIGHT MASTER 21 Kawaii make MY day!                        | 中野有香（下地紫野）、水本紫（藤田茜）、椎名法子（都丸千代）                                                 | 「Kawaii make MY day!（M@STER VERSION）」                                 | 遊戲《偶像大師 灰姑娘女孩 星光舞台》相關歌曲   |
| 10月24日 | /Hide & Seek                                                                                   | 月影 | 「」                                                                      | 電視動畫《RELEASE THE SPYCE》片頭曲            |
| 10月24日 | /Hide & Seek                                                                                   | 月影 | 「Hide & Seek」                                                           | 電視動畫《RELEASE THE SPYCE》片尾曲            |
| 11月9日  | THE IDOLM@STER CINDERELLA GIRLS 6thLIVE MERRY-GO-ROUNDOME!!! MASTER SEASONS SPRING! SOLO REMIX | 水本紫（藤田茜）                                                                                             | 「HARURUNRUN」                                                            | 遊戲《偶像大師 灰姑娘女孩》相關歌曲            |
| 11月21日 | RELEASE THE SPYCE 角色歌 楓&命                                                                 | 相模楓（藤田茜）                                                                                             | 「Pick」                                                                  | 電視動畫《RELEASE THE SPYCE》相關歌曲          |
| 11月21日 | RELEASE THE SPYCE 角色歌 楓&命                                                                 | 相模楓（藤田茜）、八千代命（洲崎綾）                                                                         | 「}」                                                                     | 電視動畫《RELEASE THE SPYCE》相關歌曲          |
| 2019年   |                                                                                                | |                                                                           |                                                |
| 1月30日  | 鳥籠 廢鐵進行曲 UNIT1                                                                          | Bits & Pieces                                                                                                | 「」                                                                      | 遊戲《鳥籠 廢鐵進行曲》主題曲                  |
| 1月30日  | 鳥籠 廢鐵進行曲 UNIT1                                                                          | Bits & Pieces                                                                                                | 「」                                                                      | 遊戲《鳥籠 廢鐵進行曲》相關歌曲                |
| 3月13日  | W'z 角色歌·專輯                                                                                | 幸也（福原克己）、遙（藤田茜）                                                                               | 「With」                                                                  | 電視動畫《W'z》相關歌曲                        |
| 3月13日  | W'z 角色歌·專輯                                                                                | 遙（藤田茜）                                                                                                 | 「With（Kiyoshi Sugo remix）」                                            | 電視動畫《W'z》相關歌曲                        |
| 11月8日  | THE IDOLM@STER CINDERELLA GIRLS 7thLIVE TOUR Special 3chord♪ Funky Dancing! 會場原創CD         | 水本紫（藤田茜）                                                                                             | 「With Love（M@STER VERSION）」 「Kawaii make MY day!（M@STER VERSION）」 | 遊戲《偶像大師 灰姑娘女孩 星光舞台》相關歌曲   |
| 2020年   |                                                                                                | |                                                                           |                                                |
| 4月15日  | THE IDOLM@STER CINDERELLA GIRLS STARLIGHT MASTER 38 Fascinate                                  | 水本紫（藤田茜）、中野有香（下地紫野）、椎名法子（都丸千代）                                                 | 「YELLOW YELLOW HAPPY」                                                   | 遊戲《偶像大師 灰姑娘女孩 星光舞台》相關歌曲   |
| 4月29日  | 超異域公主連結 Re:Dive PRICONNE CHARACTER SONG 14                                              | 祈梨（藤田茜）、嘉夜（小市真琴）、帆稀（大西沙織）                                                           | 「in flames」                                                             | 遊戲《超異域公主連結 Re:Dive》插入曲           |

### 组合成员
1. 1 2 3  上杉·威帕斯·京子（吉井彩實）、荒木禮奈（藤田茜）、西園穗乃香（植田光）
2. ↑  源桃（安齋由香里）、相模枫（藤田茜）、石川五惠（野口百合）
3. ↑  安齋由香里、沼倉愛美、藤田茜、洲崎綾、野口百合、內田彩

## 外部連結
- 事務所公開簡歷 （页面存档备份，存于）（日語）